# DA Direkt Versicherung

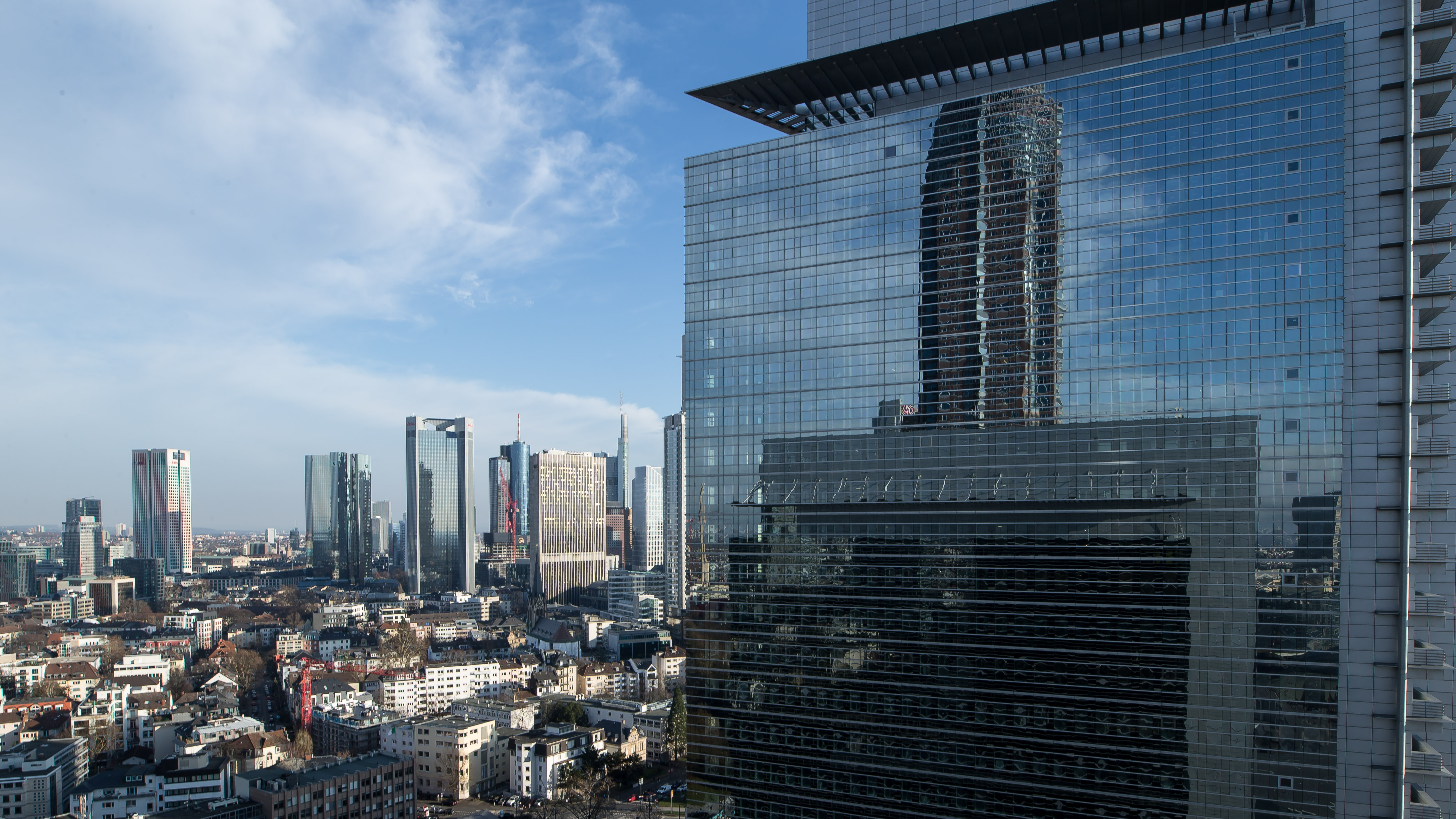
Unternehmenssitz in Frankfurt

Die DA Deutsche Allgemeine Versicherung Aktiengesellschaft (kurz DA Direkt) ist ein Online-Direktversicherer und eine Tochtergesellschaft der Zurich Gruppe Deutschland. Sie bietet Versicherungen in den Bereichen Hausrat-, Kfz-, Privathaftpflicht-, Rechtsschutz-, Tier-, Unfall- und Zahnschutz, die online und per Telefon sowie über Kooperationspartner vertrieben werden.

## Geschichte
Die Wurzeln der Deutschen Allgemeinen Versicherung stammen aus der Gründung als Aktiengesellschaft im Jahr 1923 in Berlin. 1928 übernahm der Zurich-Konzern und machte die Deutsche Allgemeine zu seinem Sachversicherer in Deutschland. 
1977 begann der Direktvertrieb als DA Direkt für Kfz-Versicherungen, zunächst über Geschäftsstellen und Telefon. 1995 eröffnete der Versicherer ein unternehmenseigenes Callcenter. Von 1996 bis 1997 wurde ein zentrales Service-Center für die Vertrags- und Schadenverwaltung aufgebaut. Ab 1998 wurde der Vertrieb über das Internet eingeführt. 2002 erfolgte der Zusammenschluss mit den Kfz-Versicherungen Auto Direkt und Sun Direct (ehemals Neckura Versicherung). 
Der Vertrieb über 34 bundesweite Geschäftsstellen wurde 2019 eingestellt und durch ein telefonisches und digitales Beraterkonzept ersetzt. Im selben Jahr erfolgte der hundertprozentige Erwerb der Dentolo Deutschland GmbH durch die Zurich Beteiligungsgesellschaft und somit der Einstieg der in das Zahnzusatzversicherungs-Geschäft. 2021 folgte die Markteinführung der Tierkrankenversicherung auf der Dentolo-Plattform.
2023 wurden Beitragseinnahmen von 309 Millionen Euro mit rund 1,39 Millionen Verträgen erzielt.

## Produkte
- Kraftfahrzeughaftpflichtversicherung
- Sonstige Kraftfahrtversicherung
- Krankheitskostenversicherung (im Speziellen: Allgemeine Unfallversicherung)
- Allgemeine Haftpflichtversicherung
- Feuer- und andere Sachversicherungen
- Rechtsschutzversicherung
- Beistand (im Speziellen: Schutzbriefversicherung)
- Zahnzusatzversicherung
- Tierkrankenversicherung
- Krankenzusatzversicherung

## Geschäftszahlen
- Mitarbeiter gesamt: Dienstleistungen werden an verbundene Unternehmen übertragen
- Anzahl der Versicherungsverträge im Umlauf: 1.387.842
- Eigenkapital nach Gewinnausschüttung: 47.008 Tausend Euro